# (32989) 1996 XA24
1996 XA24 (asteroide 32989) é um asteroide da cintura principal. Possui uma excentricidade de 0.17184480 e uma inclinação de 4.92913º.
Este asteroide foi descoberto no dia 5 de dezembro de 1996 por Spacewatch em Kitt Peak.